# 중원음운
《중원음운》(中原音韻)은 원나라 때의 주덕청(周德淸)이 1324년에 편찬한 운서(韻書)이다. 종성 파열음의 퇴화 및 소멸이나 성조의 재구성 같은, 중고한어(中古漢語)에서 근대 관화(近代官話)에 이르는 음운론적 변화를 입증해내, 중국어 음운학 연구에서 중요한 역할을 했다.

## 배경
《중원음운》은 《절운》(切韻)과 같은 이전의 운서들의 전통을 이어갔으나, 수나라 이후 음운론적 변화가 일어났기 때문에, 당대의 음운 체계를 정확히 반영할 필요가 있었다.
13세기 중엽에서 14세기 말까지 북곡(北曲, 산곡의 일종)에는 급속한 발전이 이뤄졌다. 산곡(散曲) 작가이기도 했던 저자 주덕청은 북곡에 천착한 끝에 북곡이 근체시의 형식에 부합하지 않을 때가 많다는 문제를 발견했다. 주덕청은 북곡의 발전을 위해서는 누군가가 당대의 언어에 부합하는 일정한 형식을 만들 필요가 있다고 여겼다. 자신의 경험을 바탕으로 그가 북곡의 형식을 제시한 것이 《중원음운》의 편찬 배경이다.